# Josep Maria Beroy Garcia
Josep Maria Beroy Garcia   (Barcelona, 1962) és un dibuixant de còmic, il·lustrador i animador català.

## Inicis professionals
Aprèn els rudiments artístics amb el pintor Ismael Font Sabaté (parent de Alfonso Font). La seva trajectòria la inicià amb el fanzine Zero al costat d'altres prestigiosos autors de la seva generació: Das Pastoras, Pasqual Ferry, Antoni Garcés, Miguelanxo Prado o Mike Ratera.
Al final ja del boom del còmic adult a Espanya, arriba a publicar algunes historietes en les millors revistes de l'època, com Rambla, Creepy (Doctor Mabuse en 1985) i Zona 84 (999 al 1986).
Posteriorment, va publicar a Cairo (Ajeno, 1987-88); Cimoc (Zoo-Aventuras de Tristan Karma, 1990 o Versus, guió de Josep Maria Polls, 1992), El Jueves (1992-1994) i El Pequeño País (1994-96).
L'any 1994 va començar a realitzar il·lustracions de decorats per a la filmació d'anuncis amb el director d'art Eduard Arruga.
L'any 1996 comença a donar classes a l'Escola Joso, al mateix temps que en rep de Comunicació Audiovisual a la Universitat Pompeu Fabra.

## Nous mercats (des del 1999)
A la recerca de nous mercats en els quals poder seguir desenvolupant la seva vocació, Beroy comença a treballar pel mercat infantil alemany a través de l'agència Comicon, realitzant sense signar-los i amb un estil proper al del manga diverses edicions de Digimon (1999-2004) i Totally Spies (2001),
a més de col·laborar amb il·lustracions i historietes en les revistes Jessy (2004-2005) i Bobbi (aquesta última repartida gratuïtament des de 2007 per Volkswagen en els seus concessionaris a Alemanya).
També el mateix any, va començar a temptejar el mercat nord-americà amb dos àlbums col·lectius de Paradox Press: The big book of grimm i The big book of hoaxes. L'any 2001, amb guió de Steve Vance, inicia una miniserie de 4 números de Deadman per DC Comics. Eventualment, aquesta sofriria les conseqüències dels atemptats de l'11 de setembre en retallar el seu editor les escenes més violentes. Un dia després de l'atemptat terrorista té el seu primer fill, de nom Roger.
Anys després, comença a treballar per a la nord-americana IDW Publishing; els comic book Alien Spotlight: Vulcans (2007) i Dr. Who #2 (2008), amb guions de James Patrick i Gary Russell, respectivament, serien els seus treballs per aquesta editorial.
A partir del 2006 tempteja també el mercat francòfon, en el qual amb anterioritat s'havien publicat algun dels seus àlbums editats a la dècada dels 80 com Ajeno o Zoo, Las Aventuras de Tristán Karma (Premi Especial del Jurat al festival de Sierre de l'any 1989). En aquesta ocasió és a través de la productora Seven Sept per la qual realitza les aproximadament 400 il·lustracions del projecte audiovisual "Sanglante Chicago" que va ser definit com a BDVD, un híbrid entre un DVD i un còmic o "bande déssinée". L'any 2007, Editions Soleil li proposa participar en l'àlbum col·lectiu Johnny Halliday. Al començament de 2010, aquesta editorial francesa, dins del seu segell Cherche Futurs, i amb el permís de Lois McMaster Bujold comença a publicar-li l'adaptació a còmic de la sèrie de Miles Vorkosigan, amb un primer exemplar titulat com la novel·la homònima: "L'Apprentissage du Guerrier" ("L'aprenent de guerrer"). El guió va ser realitzat per Dominique Latil i la portada per Alain Brion. La sèrie, i per extensió el mateix segell "Cherche Futurs" no aconsegueixen les vendes esperades i són cancel·lats per l'editorial. Posteriorment, Beroy col·labora amb l'editorial Glénat Espanya en el rellançament de la històrica sèrie Hazañas Bélicas amb la seva participació en l'àlbum "Dos Águilas de un tiro" amb guió de Hernán Migoya. L'any 2011 comença a treballar en el díptic "À l'Ombre du Convoi" per a l'editorial francesa Casterman amb guió del belga Kid Toussaint. La història narrada en els dos àlbums es basa en un fet històric únic: l'assalt per part de tres membres de la resistència belga (Youra Livschitz, Robert Maistrau i Jean Franklemon) al comboi número 20 de deportats que, procedent de les Cassernes Dossin a Mechelen tenia com a destinació els camps de concentració. L'assalt, realitzat amb mitjans primaris i sense armes, va alliberar a més de 200 presoners, encara que molts d'ells van ser abatuts pels guardes del tren o recapturats. L'obra compta amb un emotiu pròleg de Simon Gronowski, un dels pocs supervivents d'aquella històrica fugida, que llavors comptava amb poc més de 10 anys. En el díptic es narra part de la història europea on el nacionalisme ha tingut un desgraciat protagonisme com a instigador de guerres, racisme i genocidi. L'obra va obtenir excel·lents crítiques a França i un esment especial per part de la Lliga dels Drets Humans a Bèlgica. A principis del 2014 a l'àlbum Versus que Beroy va realitzar el 1992 per l'Editorial Norma al costat del guionista Josep Maria Polls va ser objecte d'una posada al dia a fi de la seva publicació a França a càrrec de la filial francesa de l'editorial espanyola Diábolo Ediciones.